# Waubay
Waubay is een plaats (city) in de Amerikaanse staat South Dakota, en valt bestuurlijk gezien onder Day County.

## Demografie
Bij de volkstelling in 2000 werd het aantal inwoners vastgesteld op 662.
In 2006 is het aantal inwoners door het United States Census Bureau geschat op 608, een daling van 54 (-8,2%).

## Geografie
Volgens het United States Census Bureau beslaat de plaats een oppervlakte van
3,8 km², geheel bestaande uit land.

## Plaatsen in de nabije omgeving
De onderstaande figuur toont nabijgelegen plaatsen in een straal van 24 km rond Waubay.